# Cnemaspis phuketensis
Cnemaspis phuketensis là một loài thằn lằn trong họ Gekkonidae. Loài này được Das & Leon mô tả khoa học đầu tiên năm 2004.